# あゝ玉杯に花うけて
『あゝ玉杯に花うけて』（ああぎょくはいにはなうけて）は、佐藤紅緑による小説、またそれを原作とした映画。題名は旧制第一高等学校の寮歌「嗚呼玉杯」にちなむ。

## 概要
豆腐売りの少年・青木千三が、金持ちの少年・柳光一との交流や、様々な経験を通じて成長を遂げ、第一高等学校（一高）に進学するまでを描いた作品。雑誌『少年倶楽部』1927年5月号から1928年4月号に連載され、1928年4月に単行本が刊行された。埼玉県北足立郡浦和町（後のさいたま市浦和区）を舞台としており、都市化が進行する以前の浦和の風景が描かれている。
『少年倶楽部』は大正末に起きた挿絵画家高畠華宵の離脱事件によって発行部数が激減していた。講談社は部数の落ち込みへの対策として大佛次郎や吉川英治といった、それまで大人向けの小説を書いていた作家に少年向け小説を依頼した。
『あゝ玉杯に花うけて』は紅緑の少年少女誌上での初の連載作品であり、『少年倶楽部』編集長の加藤謙一から執筆依頼を受けた際には「俺にハナたれ小僧の読む小説を書けというのか」と激怒したと伝えられている。その後、加藤の説得に応じて本作品の連載を始め、読者層から好評を得ると、これ以降も少年少女向けの様々な作品を発表した。本作が連載された1年間の間に発行部数は30万部から45万部へと跳ね上がり、『少年倶楽部』が絶頂期を迎える原動力のひとつとなった。
1929年には小澤得二の監督で映画化された。

## あらすじ
浦和町に住む青木千三（チビ公）は小学校時代は町一番の秀才だったが、家が貧しいため進学することができず、叔父の豆腐屋の手伝いをしている。一方、彼の同級生で勉強仲間だった柳光一や、町役場の助役の子・阪井巌（生蕃）は浦和中学校に通っている。チビ公は、経済的に裕福で喧嘩の強い生蕃から街中でしばしば侮辱を受けるが、小学校時代と変わらない態度で接する光一の友情に助けられる。こうした中、チビ公の身を案じる光一は、父の学資を受けて中学に進学する気はないかと提案するが、チビ公は「わがままと思うかもしれないが、それはできない。失敗したところで誰の迷惑もかけない。ぼくは独力でやりたいんだ」と断る。これを聞いた光一は己の不明を恥じて、彼の意思を尊重する。
チビ公は叔父の豆腐屋の業績が上向いたことから、黙々先生の私塾・黙々塾に通うことを許される。そこで第一高等学校（一高）に通うOBの安場五郎と出会い、彼と同じ道を歩むことを希望するようになる。チビ公は黙々塾と浦和中との野球試合では劣勢を覆して勝利を収め、子供同士の抗争、町内の学生を集めた弁論会、生蕃の父の不正問題、光一の妹・文子の非行など様々な経験をする。その後、チビ公は努力が実を結んで光一と共に一高生となると寮歌「嗚呼玉杯」を高らかに歌い、改心した生蕃も1年遅れで一高へ進学し、努力の末に優秀な成績で大学へ進学したという後日談が語られて物語を終える。

## 登場人物
青木 千三
豆腐屋の手伝い。15歳。通称、チビ公。実家はもともと裕福な家だったが、父が政治活動に資産をつぎ込んだため没落している。父はすでに亡くなり、母を助けながら生活をしている。あだ名の通り背は小さいが、正義感が強い。
柳 光一
チビ公の小学校時代の同級生。浦和中学校の生徒。清廉潔白な人物で、チビ公には昔と変わらぬ態度で接するが、妹の文子には手を焼いている様子。
阪井 巌
チビ公の小学校時代の同級生。通称、生蕃。浦和中学校の生徒で、町役場の助役の息子。勉強は苦手だが喧嘩が強く、親の地位を笠に着て横暴な態度を取る。後に父親の政治不正問題を通じて改心する。
手塚
浦和中学校の生徒。医者の息子。不良仲間と付き合いがある。
黙々先生
帝国大学の出身。卒業後は官僚となったが、退官して黙々塾を開く。
安場 五郎
黙々塾の出身で、第一高等学校の生徒。
柳 文子
光一の妹。手塚にそそのかされて不良となる。

## 映画
小澤得二監督、東京シネマ商会の製作で映画化され、1929年4月10日より公開された。撮影は浦和町内で行われ、主な舞台となった浦和中学校の生徒がエキストラとして出演、黙々塾のエピソードは本太にあった農家を借りて撮影が行われた。黙々塾と浦和中との野球試合のエピソードでは別所沼の近辺にあった野球場で撮影が行われ、浦中野球部がエキストラとして出演した。

### キャスト
- 池田辰吉
- 堀川浪之助
- 山本冬郷
- 久保田久雄
- 水町芙蓉

## 影響
この作品は第二次世界大戦前の少年たちの間で支持を集めた。児童作家の山中恒は「当時の青少年の心情を捉えた、アジテーションとして優れた読み物」、教育者の桑原三郎は「小説を愛読し心が洗われる思いをした。そういう気持ちの少年達は日本中に何万何十万と居たことでしょう」と評している。
野球を物語の軸のひとつとして盛り込んでいることから日本におけるスポーツ文学の始祖的な作品と評されている。また、精神の修養や克己禁欲主義といった伝統的価値観を反映していることから、1960年代以降に興隆したスポ根作品への影響や、その担い手となった梶原一騎の作品群との共通性も指摘されている。